# ۱٬۱'–آزوبیس–۱٬۲٬۳–تری آزول
۱،۱'-آزوبیس-۱،۲،۳-تری آزول (به انگلیسی: ۱٬۱'-Azobis-۱٬۲٬۳-triazole) با فرمول شیمیایی C۴H۴N۸ یک ترکیب شیمیایی  است. که جرم مولی آن ۱۶۴٫۱۲۸  گرم بر مول می‌باشد. 